# Arzani-Volpini
Scuderia Arzani-Volpini foi uma construtora de Fórmula 1 da Itália. Fundada por Gianpaolo Volpini e Egidio Arzani, participou da temporada de 1955, tendo como piloto o italiano Luigi Piotti.
Inscreveu-se para apenas uma corrida: o GP da Itália de 1955, mas Piotti acabou desistindo. Após a efêmera participação na F-1, a Arzani-Volpini disputou outras categorias, principalmente a Fórmula Junior e a Fórmula 3.